# Château de Trakai
Le château de l'île de Trakai ou château de Trakai (en lituanien : Trakų salos pilis) est un château insulaire situé à Trakai, en Lituanie, sur une île du lac Galvė (en).  Kęstutis a commencé la construction du château en pierre au xive siècle. De grands travaux sont achevés en 1409 sous son fils Vytautas le Grand, décédé dans ce château en 1430. Trakai était l'un des principaux centres du Grand-Duché de Lituanie, et le château avait une grande importance stratégique.